# جوردی مارینیا
جوردی مارینیا (انگلیسی: Jordi Mareñá؛ زادهٔ ۱۷ مهٔ ۱۹۹۱) بازیکن فوتبال اهل اسپانیا است.